# Татарский Чикилдым
Татарский Чикилдым — деревня в Тетюшском районе Татарстана. Входит в состав Бакрчинского сельского поселения.

## География
Находится в юго-западной части Татарстана на расстоянии приблизительно 31 км на юго-запад по прямой от районного центра города Тетюши у реки Свияга.

## История
Основана не позднее 1721 года, до 1920 учитывалась как единая деревня Чикилдым, которая позже разделилась на Татарский Чикилдым и Чувашский Чикилдым.
В «Списке населенных мест по сведениям 1859 года», изданном в 1863 году, населённый пункт упомянут как удельная деревня Чикилдым 1-го стана Буинского уезда Симбирской губернии. Располагалась на правом берегу реки Свияги, на просёлочной дороге, в 20 верстах от уездного города Буинска и в 38 верстах от становой квартиры во владельческой деревне Малая Цыльна. В деревне, в 22 дворах жили 154 человека (70 мужчин и 84 женщины).

## Население
Постоянных жителей насчитывалось в 1859 году — 154, в 1897 — 327, в 1913 — 366, в 1920 — 437, в 1926 — 172, в 1938 — 223, в 1970 — 128, в 1979 — 96, в 1989 — 63. Постоянное население составляло 50 человек (татары 92 %) в 2002 году, 46 — в 2010.